# Историја медицине у Србији

Смејати се над заблудама традиционалне медицине насталим у прошлости значи смејати се самом себи.
Ако нас историја медицине може нечему научити, онда је то перманентна потреба човека да схвати, имитира, примени и мења своја сазнања о методама лечења.

Историја медицине у Србији је хронолошки приказ развоја медицине, као дела историје једног народа и његове културне баштине, од доласка српских племена на Балкан, до данашњих дана. Као део културе српског народа, она није скуп „мртвих чињеница“ написаних на папиру и сачуваних у материјалним збиркама, јер се медицина непрестано развија и преплиће са садашњошћу и често одређује њену будућност у светским историјским оквирима. У том смислу историја медицине је научна област која се у Србији истражује више од сто педесет година.
Прво историографско дело којим су обухваћене здравствене прилике и организација здравствене службе у Србији, и које се сматра каменом темељцем српске медицинске историографије, написао је на немачком језику др Емерих Линдемајер, странац који је свој цео радни век провео у Србији. Три године касније, у Србији је одштампано и објављено и прво медицинско-историографско дело. Била је то прва књига Историје српског војног санитета др Владана Ђорђевића.

## Појавни облици српске медицине
Магијска медицина

Када користити термин медицина
Будући да свака култура уједно ствара и теоријски систем који нам омогућава разумевање болести, антрополози се залажу да се и за лечења у незападњачким културама, која су се најчешће проучавала у склопу истраживања веровања и магије, користи термин медицина.

Прве зачетке традиционалне медицине код Срба налазимо у магијској медицини. Овај облик лечења био је заснован на магији – чаролији, враџбинама, вештини потчињавања вољи тајанствених сила природе, духова и демона, или веровању да човек својим речима и чинима може утицати на ток природних догађаја, па тако и на ток болести и заштиту од њих.
Гатање које је имало магијски карактер много је коришћено за оздрављење болесника, и заштиту од болести. Гатало се понекад и из погрешних побуда да здрава особа оболи или да се болесном погорша стање. У ову сврху служили су списи као: Рожданик, Трепетник, Громовник, Лунак, а најстарије познати списи потичу из 13. века и садржи упутства за гатање. Поред упутства садрже и кључ за гатање у облику крста.
Анимистичка медицина
На веровању да нека невидљива духовна бића, аниме (анима – душа, дух), утичу на судбину човека па тако и на његов живот, здравље и болест, заснивала се анимална медицина. Она је подразумевала лечење засновано на ритуалима и техникама чији је циљ био да се умилостиве духови – аниме, зли дуси који угрожавају здравље и живот.
Веровало се и у постојање вампире и вештице, вила и речних духова, у вукодлаке. Најчешће су се користиле молитве против ђавоље работе, напасти вилинске, против нечастих духова, против завадљиваца и урока, код болести срца, против мора, чини и вештица, за лучење млека, или против рањавања стрелом или мачем.
Теургијска медицина
Теургија (чин, чаролија, способност чињења чуда, видовитост), своје здравствене методе заснивала је на упражњавају молитве помоћу којих се покушавало заштитити здравље или постићи излечење болести.
Лечење се састојало се у читању молитава, дугом посту или изгладњивању, а ако то не би помогне онда и батинањем у циљу изгнанства демона. При манастирима су постојале и посебне собе и одељења где су душевни болесници чувани и теургијским методама лечени.
Етномедицина или народна медицина
Скуп искустава и њихова практична примена на очувању здравља, продужењу живота, спречавању и лечењу болести које је сам народ открио назива се етномедицина или народна медицина. Ова знања су стицана искуством и преносила су се са поколења на поколење, прво усменим, а потом и писменим путем. То је искуствена, емпиријска медицина, до извесне мере и стручна, али најчешће прожета мистиком, сујеверјем, и конзервативним идејама, што је давало простора да се у оквиру ње инфилтрира магија, надрилекарство, шарлатанство које је тешко одвојити једно од других.
Лечење српске народне медицине засновано је на православно-хришћанској традицији, а као одлучујући фактор успеха узиман је у обзир управо етички контекст, односно да ли је нешто урађено у складу са моралним начелима и Божијим заповестима, при чему се болесник за исцељење обраћа Богу и свецима а не (као у случају примене магијског и анимистичког концепта стварности) безличној магијској сили или натприродним бићима претхришћанског или нехришћанског/парахришћанског порекла.
Научна медицина
Разлика између научне и народне медицине огледа се у образовању, знању и друштвеном статусу оних који практикују народну медицину као и корисник њихових услуга. Наравно, постоје и људи који се баве медицинском праксом и потичу из народа, али то не значи да се увек ради о народној медицини, јер поступке лечења који произлазе из личних уверења и индивидуалних пракси не можемо сматрати народном медицином.
Научна медицина као посебна област природних наука (зачета на темељима народне медицине у другој половини 19. века) развила се користећи научна достигнућа у очувању здравља, спречавању болести и њиховом лечењу.

## Историја српске медицине пре Немањића
Срби су дошли на Балканско полуострво за време велике сеобе народа, током 6. и 7. века, о чему најраније систематизоване податке налазимо у списима византијског цара Константина VII Порфирогенита у 10. веку. По њему Срби су у 7. вијеку населили пространу територију: Рашку, Дукљу, Босну, Травунију, Захумље и Паганију. Јављање чвршћих државних организација код Срба је тек у 9. вијеку, па постоје и теорију о каснијем досељавању Срба, који су били војно напреднији од раније досељених словенских сродника. Неповољан географски положај српских земаља отежавао је њихово обједињавање. Најсевернија приморска област коју су населили Срби била је Паганија од Цетине до Неретве са острвима Хвар, Брач, Корчула и Мљет. Од Неретве до Дубровника простирало се Захумље, док се од Дубровника до Бока которске простирала Травунија са Конављем, док је најјужнија област насељена Србима Дукља од Котора до Бојане.
Средином 9. века, формирано је јако државно средиште у тадашњој Србији под кнезом Властимиром из династије Властимировићи, који је током трогодишњег рата успео да одбије бугарске нападе. Почетком осме деценије 9. века, током владавине његових потомака, Срби су примили хришћанство. Током владавине бугарског владара Симеона I Срби су се активно укључили у византијско-бугарски сукоб. Последњи Властимировић, кнез Часлав је уз помоћ и подршку Византије обновио и ојачао српску државу, тако да је она могла да парира тадашњем Првом бугарском царству. После Часлављеве смрти, Србија се распала, а кнежевине које су је чиниле ушле су у састав Самуиловог царства.
Подаци о медицинским знањима старих Словена, пре и непосредно после њиховог доласка на Балкан су непотпуна и непоуздана, због недостатака историјских извора. Материјални трагови који постоје, према, писању историчара медицине Реље Катића односе се углавном на веровања о узроцима болести и о коришћењу гатања у лечењу.
По извештајима цара Маврикија (582—602): Словени су по досељењу на Балкан знали за припремање биљних отрова за стреле, а по налазима из некрополе у Бајиној Башти и за хируршке интервенције, на пример, за трепанацију лобање.
По доласку на Балканско полуострво Српска племена су била раштркана и подељена по многим областима јер прво нису имала сопствену државу, а потом се и прва српска држава под династијом Властимировићи распала. У таквој организацији живота нису постојали потребни предуслови за „долазак“ медицине са стране или из непосредног окружења (Грчке, Античког Рима, Југа Африке...). Становништво су у том периоду лечили народни лекари, самоука лица, лаици (међу којима је било и варалица). Спас за своје болести и болести својих најближих тражен је у враџбинама, молитвама, остацима паганских ритуала и евентуално у „лекарушама“.
Оно што се сигурно зна, је чињеница да су стари Словени прихватили многе обичаје и начин живота староседелаца Балканског полуострва, посебно у оним областима где су постојали прописи о комуналној хигијени (Котор, Будва, Домавиа), као и прописи о уређењу кланица, исправности водовода, чистоће у граду што је наслеђено из периода доминације Римљана. Ово се посебно односило на медицинску епидемиологију и њеног дела о превенцији ширења заразних болести, у чему је посебно предњачио Антички Рим. Под утицајем Византије, догодила се важна промена у српском народу, која ће имати један од прворазредних значаја у његовој будућности: крајем 11. века, када почиње процес напуштања паганства и примање хришћанства као званичне вере.
Све до оснивања јединствене српске државе, 1166. године, од стране великог жупан Стефана Немање и њеног јачања за време краља Милутина и цара Душана, медицина је била мешавина магијске, анимистичке, теургијске и народне медицина.

## Медицина од династије Немањића до доласка Османлија
Ново средиште српске независности крајем 10 и током 11. века постаје Дукља, под Јованом Владимиром (око 995-1015) који је био Самуилов (976—1014) зет и вазал, а потом и под Стефаном Војиславом (1038—1050). Војиславов наследник Михаило (1050—1081) уздиже Дукљу на ранг краљевине и она 1077. године постаје прва српска краљевина. После смрти Михајловог сина Константина Бодина (1081—1101) у Дукљи настају сукоби око власти у које се укључују и краљеви вазали рашки велики жупани. Сав терет борбе са Византијом у 12. веку преузимају рашки велики жупани који средином 12. века преузимају примат међу српским земљама на истоку. Као последица династичких борби међу великим жупанима за престо 1162. године на власт долази најстарији Немањин брат Тихомир чиме почиње ера Немањића у српској историји.
Средњи век, до инвазије српске државе од стране Османлија, био је доба великог просперитета у свим областима па и у области медицине, која се кретала узлазном путањом, јер је Србија заузимала угледно место у средњовековној Европи из које су стизала и нова медицинска знања.
Византијска медицина као примарни извор медицинских знања у Србији
Медицина средњовековне Србије нужно се мора довести у везу са медицинским искуствима Византије, чија је традиција у лечењу била прихваћена као најефикаснија на ширим просторима Балкана. Био је то историјски период у коме је Византијска култура представљала јединство најбољих античких вредности и хришћанске вере. Инсистирања неких историчара српске медицине, на томе да су Срби прихватили медицинска знања са Запада највероватније неодржива, пре свега што је Запад у том периоду имао развијену мрежу школовања медицинских стручњака, док је у Византија стицање медициних знања било на нивоу заната, који су изучавали они који су се овим послом бавили као лекари или послужиоци болесника. Према овим сазнањима можемо рећи да је српска медицина основна знања преузела из византинских знања и искустава.
Средњовековна медицина Запада и њен утицај на српску медицину
И поред великог утицаја Византије Западна медицина је и те како омогућила српској медицини да стекне значајна практична искуства, док су помоћне медицинске науке имале карактер византијске школе. Прве тековине медицине Запад стизале су у Србију за време владавине Стефана Дечанског преко лекара школованих у Италији (Салерну, Падови, Болоњи, Венецији, Ферми и Риму), потом и оних школованих у Монпељеу у Француској. Лекари са Запада, у Србију се најчешће су долазили преко Котора и Дубровника.

### Области медицине које су се развијали у средњовековној Србији
У Србији под управом Немањића паралелно су се развијале најмање три области медицине: дворска, градска и манастирска. Најјачи утицај на медицинско социјални живот у српској средњовековној држави имала је црква, „која беше ставила у дужност владаоцима и свештенству да се стара о беднима и сиромашнима“. Како је српска медицина у Средњем веку полазила од идеје да су патолошка стања, па и инвалидност, последице злих демонских сила, које су наводно ушле у људе, не чуди што су сви облици медицине у том периоду, само на моменте попримали облике научне медицине.

#### Дворска медицина
То је била медицина која се упражњавала на српском двору, од лекара који су једно време били у служби српских велможа. Међу познатијим лекарима били су магистар Егидиус (лични лекар Стефана Уроша III Дечанског, 1326), магистар Антоније из Монтефлореа (Magistar Antonius phisicus solariatus domini regis), лични лекар краља Душана, магистар Јаков (Magister Jacobus de protohonotarius miles medicine doctor) лекар у доба деспота Ђурђа Бранковића, око 1437. У времену од 1429—1439. као лекар у служби деспота је и Ангело Муадо (Angelo Muado phisis Georgii Volfi).

#### Градска медицина
Градска медицина се упражњавала у средњовековним градовима и њиховим градским болницама. Она је повремено попримала облике научне медицине. Већи део ове медицине упражњавали су лекари емпирци, самоуци, прави народни лекари у српској средњовековној традицији. Поред „видара“ и „ранара“ они су често називани и „калојани“ (или калојатри – „добри лекари“; јер су долазили из Епира) или „хећими“ (за време турске доминације) а касније „бербери“ (који су уз свој посао били вични и у вађењу зуба).
Посебан облик народних лекара су били људи обучени за „шароњање“. Име долази од посебно облика сечива/тестере који се зове „шара“ (отуда шароњање) којом се обављала трепанација главе. Колико је то било одомаћено нарочито у брдским деловима Црне Горе, у Кучима и Северној Албанији, доказ је да су записана и имена чувених шароњара, који су обављали тај чин као начин лечења неизлечивих главобоља.

#### Манастирска медицина
Манастирска медицина спроводила се у српским манастирима и њиховим болницама и школама. Иако није у техничком погледу била дорасла изазовима лечења она је максимално користила хришћанско човекољубље као основу своје делатности, што ће у наступајућим вековима помоћи медицини да постане једна од вештина која је помагала човеку не само у физичком превазилажењу проблема болести, него је у болеснику стварала осећај сигурности и припадања заједници.
Историјски посматрано, српска медицина која данас има традицију дугу 800. година, своје дубоке корене везује за сина великог жупана Стефана Немање - Растка, који се умонашио под именом Сава, а касније проглашен за свеца (Свети Сава). Он не само да је имао смисла за практично и прагматично, већ је поседовао и одличне организационе способности. Свети Сава је је током боравка у Константинопољу 1198. године посетио византијског цара Алексија III и Порфирну палату са породилиштем и болницу при манастиру Свете Богородице Евергетиде,
и након стечених искустава и знања, и по угледу на ову болницу, основао прву и најстарију болницу у Срба, болницу у Хиландару 1199. године. Болница која је у почетку имала 8 постеља. била је намењена за лечење оболелих калуђера.
Манастир Хиландар и болница у њему сматрају се и најстаријим школом за стицање медицинских знања и вештина. У њој је 1200. године је Сава написао Типик Болнице, такође по угледу на Типик цариградске болнице. У глави 40. Хиландарског типика „О болници и работајушћех болем“, био је детаљно регулисан рад болнице. Болница је имала послугу, грејана је а болесни су имали бољу храну. Лекови су справљани од лековитих биљака сакупљаних у околини манастира, или гајених у манастирској башти од семена које је Сава донео са својих путовања по Блиском истоку. Скоро сви српски краљеви великодушно су помагали болницу у Хиландару, а највише су то чинили краљ Милутин, цар Душан и кнез Лазар. За време боравка у Хиландару са царицом Јеленом и сином Урошем, 1346. године, цар Душан је наредио да се болници у Хиландару сваке године даје по 200 венецијанских перпера, како би болница била проширена са 8 на 12 постеља и поклонио јој је чамац за излов рибе. (15. априла 1406. у повељи деспотице Маре Бранковић о манастиру Хиландару говори се и о смештају губаваца у манастирској болници).
Манастирске болнице су углавном биле интерног облика и нису виђене као опште болнице или прихватилишта за лепрозне или хендикепиране, који се у средњовековном документима обично називају „хромци и слепци“. За такве намене подизана је друга врста прихватилишта, која се могла налазити близу већих манастира или градских и привредних центара, где је становништво било релативно густо насељено. Познато прихватиште за негу лепрозних подигао је недалеко од своје задужбине манастира Дечани, краљ Стефан Дечански (1321–1331). Деспот Стефан Лазаревић (1389–1427) је издашно помагао лепрозне, док је у XV веку био познат и лепрозоријум у близини рударског центра Сребрнице. У Котору се крајем средњег века такође налазило једно уточиште за лепрозне и забележено је постојање више болница и прихватилишта, као што су Хоспитал Св. Крста или Хоспитал Св. Духа. Оваква склоништа за болесне била су такође снабдевена лековима и мелемима, које књижевно на-дахнути Цамблак назива „мирисна мира ради хлађења огња који се диже“ у телима лепрозних.
Манастир Хиландар и његова болница уједно се сматрају и најстаријим школом за стицање медицинских знања и вештина у Срба.
Као оштар противник надрилекарства, Сава је све више јачао и улогу државе на очувању и унапређењу здравља, па је тако његовим залагањем настао већи број прописа који су ограничавали употребу магијских ритуала и враџбина у лечењу становништва.
Године 1208. или 1209. по угледу на болницу при манастиру Св. Богородице Евергетиде у Цариграду и болнице у Хиландару, Свети Сава
је основао је прву болницу на тлу Србије, у манастиру Студеница. Болница је била намењена лечењу манастирских монаха а вероватно и радника ангажованих на изградњи манастирске цркве и конака, а по неким изворима и лечењу сељака ангажовани на манастирским имањима. Болница се налазила на јужној страни Богородичине цркве и конака и у свом саставу имала је и башту за гајење лековитих биљака. Била је то прва болница на тлу Србије. Болница се састојала од једне, а према потреби и 2 собе у
конацима. Биран из редова монаха, болницом је руководио управник, који је био је емпирик, отресит, искусан и писмен монах, који је добро познавао лековите трава и евентуално грчки језик што је било пожељно.
Болнице су потом, оснивали Стефан III Урош Немањић у Дечанима између 1327 и 1335. године, цар Душан у манастиру Св. Арханђел код Призрена 1342. године (која је имала двадесет постеља), кнез Лазар у Раваници 1381. године, цар Душан у Котору 1350. године, а деспот Стефан Лазаревић у Београду око 1390. године. Болнице се подижу и ван граница средњовековне Србије, осим у Хиландару, краљ Милутин је основао две болнице: у Продромовом манастиру у Цариграду 1308. године и у манастиру Св. Арханђела у Јерусалиму 1315 године.
Пре неколико година, приликом археолошких ископавања на локалитету манастира Светог Георгија у Дабру, касније познатог као манастир Ораховица у Мажићима, смештеног на левој обали Лима, откривена је манастирска болница. Реч је о манастиру који је већ почетком 13. века био угледно и важно монашко средиште српске државе, а касније је имао бурну историју, па је 1732. године био сасвим порушен.
За време владавине Стефана Дечанског у Србију почињу да долазе први лекари школовани у Италији (Салерну, Падови, Болоњи, Венецији, Ферми и Риму), потом и они школовани у Монпељеу у Француској. Лекари са Запада, најчешће су долазили преко Котора и Дубровника, градовима који су у том периоду одржавали интензивне трговачке везе са градовима Италије. Од 14. до 16. века у Србију је повремено долазило или у њој стално радило најмање 49 страних лекара и 26 апотекара, међу којима је било и оних који су до краја живота остали у Србији. Тако је на простору Србије у 14. веку било 15, у 15. веку 30 а у 16. веку 14 лекара.
Тако се у члану 20. и 109. Душановог законика врло јасно наглашава да се предвиђају строге казне против оних који се баве враџбинама…јер се медицина у средњовековној Србија базирала на научним изворима.
Доласком страних лекара у Србију, од времена краља Стефана Дечанског, поступно је започео процес слабљења утицаја византијске медицине и све већи раст утицаја западне медицине на српску медицину. Овом трансформацијом српска медицина у 14. и 15. века, она се више није значајније разликовала од италијанске и француске медицине. То је било јако важно, имајући у виду да је византијска медицина почела све више заостајати за Западном Европом због лошијег начина образовања у њиховим медицинским школама. У византијским медицинским школама настава је била организоване као учење заната, уз рад у болници са својим професором, тако да су ученици били само „боље или лошије копије својих учитеља“. За разлику од византијских школа новоосноване медицинске школе на Западу Европе биле су праве образовне установе у којима је рад био организован на савременији начин са бројним медицинским предметима.

Свака добро опремљена манастирска болница требало је да има свој врт али и залихе изузетно цењених медитерански биљака, у чијој набавци је велику улогу одиграо Св. Саве Немањић који је  од  „вавилонског“ (египатског) султана у време ходочашћа по градовима Свете земље и источног Медитерана (1234–1235), напуштајући Александрију, где је срдачно и са много уважавања био примљен, од египатског владара добио веома драгоцене дарове.
Теодосије, један од биографа Св. Саве, описао је ову султанову дарежљивост одабраним речима:
„и даде му у почаст балсамовог уља и велики трупац изабранога ксилалога и благовоне аромате индијске, сахара и финика да узме колико треба“.

Тако се у члану 20. и 109. Душановог законика врло јасно наглашава да се предвиђају строге казне против оних који се баве враџбинама…јер се медицина у средњовековној Србија базирала на научним изворима.
У том периоду само је хирургија у Србији, осим у српском приморју, заостајала у начину збрињавања болесника, јер се углавном сводила се на пуштање крви и лечење рана. На то су највероватније утицали медицински приручници сачињени махом од прерађених списа античке и арапске медицине, које су избегавале хируршке интервенције и патолошка стања у организму тумачиле као поремећаје настале у равнотежи сокова.
У том периоду зачети су и први покушаји писања медицинских књига тзв лекаруша. Анализа српских лекаруша показује да су оне у свој садржај унеле трагове разних традиција и система: од старе словенске традиције поступака исцељивања, преко хипократизма, римске, византијске и арапске медицине, до западне средњовековне посебномсалернитанске надградње. Средњовековне и ранонововековне лекаруше откривају се као свет у којем се сјединила медицина, религија и књижевност, негујући у њима и полифункционалну средњовековну српску писану реч.
О српским лекарима из тог периода има мало података. У дубровачким званичним књигама као Срби лекари помињу се: Првослав (1298), Менче из Бара (1330), Милчин из Призрена, који се помиње у новембру 1349. године, потом неки Оберко, иначе стручњак за киле, који је у дубровачкој канцеларији 1382. године склопио уговор с Влахом Стојиславом Поповићем за хонорар од шездесет перпера.
У средњовековној Србији, најчешће у саставу болница постојале су и апотеке, углавном у приморским градовима, где су нпр службу апотекара у Дубровнику и Котору обављали најчешће странци, придошлице са Апенинског полуострва.
У Дубровачкој републици виђенији људи су водили рачуна о јавном здравству јер су поред разних хоспитала (нпр. „Domus Christi“ основаног 1347, који је у свом саставу је имао и апотеку) основали и посебне апотеке, и службу за изношење мртвих из града „кацаморти“ која је највише радила током епидемије куге и других преносивих болести. Карантин, који је и данас обавезан при свим епидемијама у Свету, био је производ управитеља дубровачке владајуће властеле. Поред тога постојао је и лепросариум.

## Медицина у Србији у периоду Османлијске власти
Битка на Косову пољу дефинитивно је решила судбину Србије, јер након ње у земљи Србији више није било силе која је могла да се супротстави Османлијском освајању. Доласком Османлија, пропада српска средњовековна држава, а са њом и свеукупни културни и медицински развој.
Османлије, понесени својим верским фанатизмом, уколико нису уништавали медицинске установе у освојеним хришћанским земљама, нису за њих показивали интерес. Основни циљ био је ширење ислама и брисање онога што није било у вези с њим. У систему који је био заснован на теократији и бездушној експлоатацији, грађанска класа, која је код Срба била у почетку формирања, уништена је, а сваки прогрес паралисан. Овакве последице биле су првенствено изражене у православним средњовековним српским земљама, мање су трпели они народи који су прихватили ислам.
У новонасталим условима српска средњовековна медицина стагнира а постепено и назадује све до краја 18. века. Највећи број болница у Србији је затворен, а најдуже су се задржале болнице у манастиру Милешева и Високим Дечанима. Османлије нису оснивале болнице у поробљеној Србији, али су у сваком граду саградили јавна купатила, хамаме.
Донета од стране Османлија, исламска медицина била је само бледа слика јако цењене арапске медицине. У Србију су ретко и долазили учени лекари из Турске као нпр Хетвани Ахмедефендија средином 17. века. Медицина је била у рукама лаика; хоџа, грчких и народних емпирика и других народних лекара (видари, ранари, травари), бербера, „мајстора“ (за намештање прелома и ишчашења) али и врачаре и све бројнијих варалица. Тако је медицина у Србији, постала мешавина магијске медицине, етномедицине повремено са траговима научне медицине.
Настало је златно доба магијске медицине у коме су доминантно место имале врачаре и гатаре, а теологија и медицина неретко су се не само додиривале него и на специфичан начин умногоме и преклапале.
У многим рецептима за излечење, народни лекари, па и лекари у том периоду, тражили су од болесних и читање молитава као што су Pater Noster и Ave Maria и разне друге молитве упућене светитељима, и употребу различитих бајалица и амајлија, у зависности од тежине болести. Занимљив је и податак да је у Котору у време куге, 1526. године, извесни лекар Иван Меднић преписао болесном не само лекове које је лично направио већ и читање молитава упућених Богу и Св. Себастијану, заштитнику од ове опаке болести.
У просторима где се средњовековна медицина показивала као немоћна владало је надрилекарство или, пак, раширено веровање у чудотворну моћ хришћанских светитеља и њихових моштију. Тада би болесни и њихова родбина, понесени верском заслепљеношћу и очајањем, хрлили ка местима која су им нудила могућност исцељења, уз помоћ чудотворних реликвија у лечењу свакојаких тегоба и болести.
У практичном животу прихватао се сваки метод за који се сматрало да може довести до оздрављења. Као што сваки лек у свом опису има одређена својства помоћу којих је лечио болести, тако је и свака молитава и реликвија доприносила исцељењу одређене врсте болести. У манастирским болницама, које су неретко биле у непосредном окружењу исцелитељских моштију светитеља – на пример, манастир Студеница и мошти Св. Симеона, или манастир Дечани и мошти Св. Стефана Дечанског – приликом лечења оболелих није се ослањало само на молитву и чудотворне мошти, већ су биље и други лекови били део инвентара болничке апотеке. У средњовековна чуда лекара светитеља, као што су Козма и Дамјан, убројана су и она исцељења заснована на рецептима које су свети лекари препоручивали болеснима, а који су обично били састављени од дрога биљног и животињског порекла. Тако се у многим манастирима лечио не само молитвама и светом водом, већ су справљани и извесне мелеме или је болеснима препоручивано да се обрате одређеним лекарима.
Међу народним лекарима били су најпознатији, Ћира Мана и њен син Томо Константиновић, Хећим Јанко, Жандар Алекса, чича Димитрије из Параћина (вршио је реклинације катаракти), Баба Станија, Јевто Дучић из Надлуга (наводно је вршио операције укљештених кила),
Марко Гиљача и Андрија Живаљевић (из Лежеваца), Крсто Медиловић из Паштровића, Петар Митров Мерџановић из Рисна, Лазо Горокућа из Будве Манда Петровић из Требиња итд. По вршењу трепанације лобање, у циљу лечења епилепсије и депресије или нешто ређе због крвне освете, најпознатији су били неки Марко Иличковић и чланови његове породице, из Црнице.
О стању медицине у поробљеној средњовековној Србији под Османлијским царством најбоље говоре речи земунског градског физикуса Валконеа:
Ко хоће да буде лекар и апотекар у Србији, њему није потребно знање, већ само воља да се посвети једном или другом или звањима, пошто се тамо не траже никаква уверења о стеченим способностима. Турчин, својим к'сметом замагљен, живи здрав или болестан спокојно или равнодушно. Србин се налази још на ниском ступњу културе, иако је прихватљив за оно што је боље. Празноверица и врачање помажу му у невољи. Под таквим околностима има тамо доста разних пустолова, тамо има свакојаких лекара и апотекара.
Миграције изазване ратовима и великим зулумом Османлија довеле су до страшног ширења заразних болести: куге, тифуса, пповреде које су код Срба доста успешно лечили народни хирурзи.
Све до 12. октобра 1757. године када је Јован Апостоловић, Србин из Будима, у Халеу завршио студије медицине одбраном докторске дисертације под називом: „Како утичу психичке трауме на људски организам“ (лат. Dissertatio inauguralis medico- philosophica exhibens modum quo affectus animi in corpus Humanum agunt generatim), лат. „Modus quo affectus animi in corpus humanum agunt generatim“, Србија није имала школованог лекара.

Апостоловић је Герхарду Ван Свитену (1700–1772), професору и ментору Медицинског факултета у Лајдену, посветио своју дисертацију. Између осталог, у посвети он је цењеном професору написао:
…да је он можда једини и први из славног српског народа који је свој дух поклонио медицинској науци“…и изразио наду да ће овај успех… покренути његов угледни српски род, до сада довољно славан по оружју, да убудуће буде прослављан и по својој књижевности и науци и да се тако, не само мачем већ и науком бори за напредак своје миле отаџбине.
Први Српски школовани лекари

## Медицина у Србији у 19. веку
Нови век који је почео с краја 15. века, и био праћен великим европским покретима (хуманизам и ренесанса, рационализам и романтизам), одвијао се „јако далеко“ од поробљене Србије, која је све више назадовала под Османлијским царством. Тако се, према бројним историчарима, може закључити да је у Србији Нови век почео тек почетком 19. века.
Док је Србија стењала и патила под јармом Османлија, у 18. веку, у свету су се десила бројне револуције: индустријска револуција у Енглеској, Француска револуција (1789—1794), у којој је револуционарна скупштина прогласила Републику, а Сједињене Америчке Државе су постале независне и донеле свој први устав 1789. године.
Ренесанса је у Србији почела тек с почетка 19. века, и непосредно је повезана за њеним великим устанцима и бунама и новонасталим околностима у Европи.
У 19. век Србија је ушла без болница и без школованих лекара, јер су Османлије сматрале да су болест и смрт воља Алаха којој се не треба супротстављати. Тако је српска медицина, с почетка 19. века, међу најзаосталијим у Европи (и поред тога што је у исто време, од средине 18. века до средине 19. века у Новом Саду радило 30 Срба лекара), српски народ је морао сачекати да се у Србији догоде велики револуционарни догађаји.
Здравствене прилике у Србији почетком 19. века нису се нимало разликовале од оних у 18. веку, или како каже Вук Караџић:
"Код Срба кад се неко разболи слабо тражи лекара, он тражи попа или калуђера“.

### Медицина у Првом и Другом српском устанку
Године 1804. почео је Први српски устанак, а десет година касније и Други српски устанак (ако се рачуна од Хаџи-Проданова буна из 1814) Подаци о медицинској заштити и санитетској служби и збрињавању рањеника врло су оскудни, мада се претпоставља да су народни лекари лечили народ и устанике у оба српска устанка.

На основу писма нађеног у Хисторијском архиву српског ученог друштва, које је Народни совјет упутио сербском војводи Антонију Пљакићу, може се закључити да је сваки крај добијао по једног народног видара, кад су војске биле на окупу:
Кад се започне воевати, ми ћемо одредити Јанка ећима на ваш краи.
. Постоји и податак да је Одлуком Правитељствујушћег совјета сербског Карађорђевом војводи Антонију Пљакићу додељен хећим Јанко. Међутим према веродостојном тврђењу савременика тих догађаја, Вука Стефановића Караџића, само су поједини устанички одреди имали народне хирурге (тзв видаре рана). Овом иду у прилог, према писању В. Станојевић и две чињенице: прва, да никаква санитетска служба није постојала у Карађорђевој и Милошевој војсци, и друго, Први и Други српски устанак су почињали као буна која је касније прерастала у устанак.
Рањенике су због недостатка санитетског кадра из борбе извлачили њихови саборци. Након тога рањеници су лечени у кућама симпатизера устанка и хуманих људи у близини места рањавања. Рањеници су после великих битака лечени и у манастирима. Тако је нпр:
Тодор Војиновић, јунак Првог устанка, тешко је рањен у кук и излечен у манастиру Радовишници. Рањени капетан Жика који је основао делиградска утврђења (зајажало Турства), са Делиграда, на велику суботу, однесен је у манастир св. Романа. Тражено млеко није добио „јербо је пост“, а на први дан Ускрса је умро.
У време борби које су устаници водили за Београд, на Ташмајдану је постојала устаничка болница, која је према неким подацима била лоцирана у пећини, па се претпоставља да је највероватније функционисала као прихватилиште и завојиште. Међутим, постоји запис да се у њој лечио, Хајдук Вељков војник Ђорђе-Топал Петровић, скоро годину и по дана. Тешке рањенике устаници су слали на лечење у Београду и код славне видарице Ћира Мане, госпође мајке и њеног сина хећим Томе Константиновића.
Тако је 1807. тешко рањени Милош Обреновић из Ужица евакуисан на платну разапетом између коња у Београд на даље лечење код хећима Томе, који је за сразмерно кратко време излечио кнез Милоша. У том лечењу између осталога јавља се и тај „куриозум“ (аспирација)] „да је хећим Тома из разних гнојних канала, посисавао (аспирирао) гној својим устима“. Хећим Тома је посебно награђен од кнеза Милоша када је успео излечити ногу Димитрија Русијанца „за коју је др Ђорђе Мушицки тврдио да се не може излечити и да је једини спас да се отсече“.
Чувена Баба Станија устаницима је у Београду намештала не само свеже већ и застареле преломе. Баба Станији (која је школовала бројне народне лекаре) нешто касније одређена је годишња пензија, и слати су јој ученици „да не би пропало њено знање“, како је писало у образложењу одлуке.
Велика већина тешких рањеника устаничке војске упућивана је на лечење код својих кућа.
Ма како да је појединцима била кућа далеко од бојишта где је рањен, ма како да је имао тешке ране, он је морао кући – само кући. Тако је нпр Јован Курсула који је у бици на Делиграду 1813, задобио седамнаест рана, и потом био евакуисан у своје село Цветке, чак у Рудничком округу на даље лечење. Током евакуације пратио га је неки народни видар.
Стање здравствене заштите у устаничкој Србији поправило се 1809. када је за штабног доктора руских трупа у Београду постављен доктор Иван Морачевски, виши војни доктор и хирург. Он је у Србију донео не само медицинско знање већ и веома важну новчану и материјалну помоћ (хируршки инструментаријум и друго медицинску опрему). Са њим је дошао и фелчер Алањин. Доктор Морачевски повукао се из Београда 1812. када се повукла и руска војска журећи у сусрет Наполеоновој војсци. Доктор Морачевски је први доктор (војни хирург) који је дошао у Србију, знатно пре Александридија. Запамћен и посебно се као хирург истакао октобра 1811. у борбама око Ниша и Видина, када је неуморно оперисао и лечио српске рањенике и становништво.
У збрињавању повређених за време Првог и Другог устанка имали су и „пречани“ из Војводине. Тако је нпр београдски везир у случају болести позивао директора земунског контумаца др Минаса, а то је чинио и кнез Милош и његова браћа. Болесне чланове својих породица Срби су слали у Земун на лечење, а и лекари „Пречани“ тајно су прелазили у Београд (др Минас, др Камбер и др).
Међу најранијим сведочанствима о лечењу рањених српских бораца у суседној Аустрији је документ о лечењу Карађорђевог војводе Цинцар Јанка Поповића у Земуну од рана задобијених у бици на Мишару (1806). Лечио га је контумацки хирург Endrödy. Војвода је морао да напусти Земун пре излечења из страха да не буде ухапшен.

### Медицина у Кнежевини Србији (1815—1882)
Иако су школовани лекари у Србију почели да долазе неколико година по завршетку другог српског устанка, када се отпочело са организовањем упоредне српске власти, ипак је постављање нових лекара текло веома споро. Први дипломирани доктор медицине, дошао је у Београд 1821. године. Био је то Наполитанац - карбонар др Вита Ромита, који је једно време био у пратњи турског гувернера Абдурахман-паше, да би касније прешао у Милошеву службу.
После одласка Грка Турака и Италијана, у Кнежевини Србији преовладавали су лекари из Хабсбуршке Монархије, међу којима и Срби лекари са територије данашње Војводине. Према средини века у Србију је долазило све више лекара словенске народности: Чеха, Словака, Русина, Пољака.
Средином 19. века, у време панславизма и српског покрета у Јужној Угарској, Србија је за образоване људе из Аустријске царевине била привлачна земља. Она је још увек била вазална турска кнежевина, али са значајним степеном аутономије и грађанских права, опредељена да истраје на путу културног напретка и освајања потпуне слободе, или како је Србију представио Атанасије Николић у нацрту првог печата Друштва српске словесности:
Привлачност Србије била је и у томе што је после петовековног турског ропства она била неистражена земља – читаво „необрађено поље“.
До 1839. године, у Кнежевини Србији је било школованих лекара само у Београду, Крагујевцу и Пожаревцу. Осим у овим местима, постојали су и гардијски лекари у градовима где су били стационирани делови Кнежеве гарде (Чачку, Карановцу и Ћуприји), као и у карантинима (Алексинцац, Рача, Радујевац) и лечилишту у Соко Бањи.
Један од најзначајнијих догађаја, везаних за историју здравства у тек основаној Кнежевини Србији представљала је епидемија куге (у лето и почетком јесени 1837. године) коју су, из Египта и Мале Азије, у унутрашњост Балкана пренели турски војници (низами).14 Епидемија је преполовила становништво Ниша и Пирота, а крајем јула 1837. године, куга је прешла границу Кнежевине Србије (Ражањ и Алексинац). Успешно заустављање поменуте епидемије у Поморављу, указује на прилично брзу и ефикасну реакцију управе младе српске Кнежевине, која је успела да спречи ширење заразе ка унутрашњости Србије и већим градским насељима (Крагујевац, Пожаревац, Београд). Кључну улогу у заустављању епидемије одиграо је земунски лекар, др Карло Нађ, који је на позив кнеза Милоша дошао у Јагодину, и у периоду од августа до октобра 1837. године, обављао тежак и опасан посао на сузбијању заразе.

### Први здравствени закони и организација здравства у Кнежевини Србији
Захваљујући кнезу Милошу, који је четвртој деценији 19. века, показао велику бригу за оснивање медицинских установа и за здравствену заштиту народа, настају прво законско регулисање здравствених прилика у Србији. Делатност на организацији санитетске службе у Кнежевини Србији пре свега се огледала у:
- Довођењу школованих лекара,
- Оснивању болница и апотека,
- Организацији карантина,
- Уређењу бања и бањског лечења,
- Законска уређење здравства.

За почетак увођења законских мера у здравству била су значајна два акта: Хатишериф из 1830. године и Сретењски устав из 1835. године, на основу којих је произашао известан број здравствених уредби и упутстава.

#### Прва фаза — регулисање здравства у Кнежевини Србији
У првој фази законског регулисања здравства, значајан је био Указ о саставу државног савета и кнежевог кабинета и дужностима министара, издат на основу Устава из 1835. године. У члану 120. Указа прописано је да у Србији треба: 
Пазити на здравље народа, и подићи тога ради и издржавати како у земљи тако и по границама нуждна томе заведенија и болнице, да се не би куга или друге приљепчиве болести у земљу увукле… Списати заповести, каквим љекарима слободно је лечити, и забранити, да се не би они у то упуштали, који нису науке љекарства слушали…завести школе за хирурге и бабице, марвене лекаре и апотекаре.
За регулисања здравства значајне су и две уредбе кнеза Милоша:
Уредба из новембра 1836. године о плаћању услуга
Ова уредба односила се на плаћање лекарских услуга, и по њој су лекари били дужни да сиромашне људе лече бесплатно.
Уредба из 1837. и 1845. године, о промету лекова
Ове уредбе издате су поводом злоупотребе у држању и промету лекова, и њом је забрањена продаја лекова без писменог одобрења полиције, које се искључиво добијала на основу рецепта дипломираног лекара. Како у то време није било апотека, лекови су се куповали у бакалници и њима сличним радњама, које су се без икакве контроле, продавале лек онима који су имали новац да га купе. Тако је део трговаца у својим радњама продавао лекове, и држао сировине за справљање лекова. Трговци су неретко набављали медикаменте који су много више штетили него користили онима који су их куповали. Лекови и сировине за лекова углавном су (неретко и кријумчарењем) набављани из Турске и Аустрије. Како је ова појава почетком тридесетих година 19. века узела толико маха да су скоро све трговачке радње у Србији продавале лекове и сировине за справљање лекова, државне власти одлучиле су да се са овим злоупотребама стане на пут. Тако је у донета уредба да се: све радње у Кнежевини које продају лекове, сировине за лекове и отрове, детаљно прегледају, и да се попишу сви фармацеутски препарати нађени у њима. Нешто касније донета је и Уредба из 1845. која је строго забрањивала продају таблета, тинктура и осталих лекова у трговачким радњама, тако да је цео посао везан за трговину лековима врло брзо био пребачен на правитељствене апотеке које су тих година почеле да се отварају у Србији.

Нарочити значај кнез Милош је придавао и повећању броја школованих лекара у Србији. Захваљујући таквом приступу српског владара, већ крајем 1836. године у Србији је било 19 школованих лекара. Нови већи покушај ширења система здравствене заштите учињен је у пролеће 1839. године, при крају прве владавине кнеза Милоша. Тада је привремени начелник санитета др Карло Пацек предложио Совјету решења према којима је требало извршити постављења физикуса по окрузима као и прописати њихова права и дужности. У том допису, Начелник Санитетског одељења у свом акту од 17. априла, Карло Пацек предлаже постављање нових физикуса образлажући то овим речима:
Довољно је познато Високо Славном Совјету, са су до сада сва окружја са лекарима оскудевала; исто тако познато је и то, да би за сав Народ нужно и полезно било своје лекаре имати; и по томе Попечитељство внутрених дела тога мненија, да се за свако Окружје по један искусни лекар определи. Места која треба да се докторима снабдеду, Попечитељство ово предлаже следеће: 1. Шабац, 2. Београд, 3. Смедерево, 4. Јагодина, 5. Чачак и 6. Ужице. Места пак која би одма с Хирурги снабдети требало предлаже Попечитењство: 1. Ваљево, 2. Београд, 3. Милановац, 4. Зајечар, 5. Бања, 6. Крушевац, 7. Карановац а Крагујевац и Пожаревац, за која места Попечитељство ни доктора ни хирурга назначило није, за сада могло би се с гвардијским лекарима помоћи…

#### Друга фаза — оснивање болница у Кнежевини Србији
Прве „импровизоване” цивилне болнице отворене су још 1826. у Шапцу (Јеврем Обреновић), потом 1832. у Градишту и Свилајинцу. Ове болнице су биле привременог карактера и нису имале сва обележја болнице.
Организовано оснивање стационарних здравствених установа у кнежевини Србији започело је након доношења Хатишерифа из 1830. којим је Турска признала право Србији на унутрашњу самоуправу, и дозволила да; „Срби могу заснивати болнице“. На иницијативу Вука Караџић, који је Милошу предложио да се у Крагујевцу оснује „шпитаљ“ (болница) „барем од две собе (једна за мушкарце, а друга за женскиње)“, кнез Мило је наредио да се 1832. у Градишту и Свилајинцу оснују привремене цивилне болнице, које нису имале сва обележја болнице.
Убрзо је Кнежевина Србија, добила и могућност оснивања првих војних јединица, када је 1835. године предложено шест попечитеља, међу којима је био и попечитељ војени дела, у чији је делокруг спадала и брига о здрављу војника и стању у болницама. Међутим, уместо попечитељства војених дела формирано је већ поменута Војено полицајна канцеларија и стајаћа војска. Тако је после кабадахија, пандура и уписаних пандура који су коришћени за одржање реда, Србија је регрутовањем добила по први пут војнике, којима су за официре постављени младићи повратници са школовања у Русији. Тако је 1836. године, војска бројала 1.500 — 2.000 војника (солдати и кнежева гвардија). Стварање регуларне војске и јачање кнежевине требало је да прати развој и нормално функционисање свих делатности потребних за сеоско и градско становништво у Србији. Стабилизација политичких и привредних прилика створила је погодан терен за развитак здравствених прилика у Кнежевини Србији, развој санитетске и болничке службе, као и изградњу одговарајућих зграда за њихов смештај. Тако се почело са организовањем болница у местима где ће постојати гарнизони — у Крагујевцу, Београду и Пожаревцу“, где су се налазили кнежеви дворови у којима је он боравио, као и јединице гвардије (Пожаревац и Крагујевац), односно чета од 250 војника (Београд). Наравно, то нису биле болнице у данашњем смислу те речи, већ много простије сиромашне и импровизоване установе.

Убрзо је следило постављење војних лекара, а 1836. године и оснивање прве војне болнице („шпитаљ солдачки“). Болницу је основао др Линденмајера, у Крагујевцу, на левој обали Лепенице, у главној гардијској касарни, на ободу комплекса кнежевог двора. У Крагујевцу је осам година касније 1844. основана и „болница за убоге болеснике од венеричних и других прилепчивих болести“ У једном од својих извештаја Јосиф Панчић који је радио као лекар од 1847 у Крагујевачкој болници, у једном од својих извештаја наводи 
да је за месец имао 221 болесника. од којих је умрло 11, и то од: мелене, карбункула, астме…
Убрзаније оснивање сталних болница „шпитаља“ по градовима Србије наметале су и епидемије (куге, колере, тифуса). Тако су „шпитаљи“ све више постајала прве медицинске установе које су имале обележја болнице. Први „шпитаљи“ основани су 1832. у Крагујевцу и Пожаревцу, али су били кратког века због честих недостатка лекара, помоћног особља материјалних и новчаних средстава за рад.
После Сретењског устава 1835. Милош оснива прве војне јединице, а ради „чувања јавног безбедија и поретка“ наредио је војним властима да се морају „старати о средствима којима би се здравље војника одржало и о болницама“. Убрзо је следило постављење војних лекара, а 1836. године и оснивање прве војне болнице („шпитаљ солдачки“). Болницу је основао др Линденмајера, у Крагујевцу, на левој обали Лепенице, у главној гардијској касарни, на ободу комплекса кнежевог двора. У Крагујевцу је осам година касније 1844. основана „болница за убоге болеснике од венеричних и других прилепчивих болести“ У једном од својих извештаја Јосиф Панчић који је радио као лекар од 1847 у Крагујевачкој болници, једном од својих извештаја наводи да је за месец имао 221 болесника. од којих је умрло 11, и то од: мелене, карбункула, астме...
Потом је кнез (да би Србијом лакше управљао) извршио њену поделу на четири „команде“ (административне и војно-полицијске јединице) у које је 1836. године поставио по једног лекара чија је дужност била да се брине о здрављу народа и војника: Тако су те година постављени у:
- Подринско-савској команди (Шабац), др Емерих Линденмајер
- Моравско-подринској команди (Чачак), др Карло Белони
- Дунавско-Тимочкој команди (Неготин), др Јосип Ребрић
- „Средоточној“ команди (Крагујевац), др Карло Пацек, који је био и кнежев лични лекар.
- Команди Гвардије у Пожаревцу (где се налазила кнежева породица), др Максим Николић-Мишковичев, као „придворни“ лекар, који је истовремено бринуо о здрављу кнежеве породице и гвардје.[54]

У наведеним гарнизонима почето је са оснивањем болница, које су се то могле назвати болницама у „најрудиментарнијем” облику? Закључак проистиче из чињеница — да су у њима владали минимални услови, због прилика које су онда владале у Србији и степена медицинских достигнућа уопште. А то се у овим болницама сводило, на испуњавање следећа пет услова:
1. постојање посебних просторија (зграде) за смештај особља и болесника,
2. минимална опремљеност намештајем и другим потрепштинама,
3. обезбеђена исхрана болесника,
4. могућност редовног снабдевања лековима, и
5. присуство сталног лекара и помоћног особља.
Према ономе што је данас познато, прва четири услова испуњавале су само три болнице, а пети само делимично.
Претпоставља се да је Прва Војна болница у Београду, уједно и прва здравствена установа у овом граду био — „Солдатечки шпитаљ”, односно гарнизонска болница, која се налазила, према писму Томе Вучића-Перишића, упућеног кнезу у Крагујевац 13/25. јануара 1837, у новоподигнутој пешадијској Великој касарни у Савамали, чији је габарит уцртан на Јанкеовом плану из 1842. године (а делови су сачувани и данас у комплексу старе зграде Генералштаба у улици Кнеза Милоша). Ова болница је (према документима из Архива Србије), имала свога сталног лекара, испуњавајући тако свих пет услова, која једна болница мора да има. За првог сталног лекара постављен је др Линденмајер, након његове прекоманде из Шапца у Београд. Тако је почетком 1837. године гарнизон у Београду, са 250 редовних солдата из регрутованог контингента добио прву војну болницу.
Прва грађанска болница основана је у Београду 1841. године. Више од две деценије ова болница није имала своју зграду, већ је била смештена у изнајмљеним кућама и то на више места у граду. У овим кућама собе су биле мале и ниске, без проветравања и са врло оскудним инвентаром.
Следило је оснивање нових болница тако да је до 1853. године девет окружних вароши у Србији имало своје болнице. Број болница је споро растао тако да је, по ослобођењу јужних крајева, Србија у 1882. године имала 25 таквих установа: у Београду; Гарнизона војна болница, Варошко–окружна болница и Дом за Сумануте, у Крагујевцу, Гарнизона Војна болница и Окружна болница, у Нишу Гарнизона Војна болница, у Крушевцу Окружна болница и Привремена Војна болница, у Карановцу, Привремена Војна болница, у Шапцу, Неготину, Чачку, Пожаревцу, Смедереву, Ваљеву, Јагодини, Горњем Милановцу, Ужицу, Алексинцу и Зајечару Окружне болнице и у Ћуприји, Лесковцу, Врању, Прокупљу и Пироту, Привремене Војне болнице.
Године 1878. Србија је добила и прву Српкињу лекара, Драгу Љочић, која је те године успешно завршила студије медицина на циришком универзитету.

### Допринос лекара из Војводине развоју медицине у Србији
Значајан допринос развоју медицине и организацији здравствене заштите у Србији у 19. веку дали су лекари Срби, али и они који то нису били из Војводина. Улога војвођанских лекара остварена је кроз више облика деловања;
- Кроз бројну медицинску публицистику на српском језику штампаној у Аустрији и Угарској.
- Кроз непосредно пружање медицинских услуга становништву, и помоћи око стварања цивилног и војног санитета. То је оствариваном тајним преласком лекара из Војводине (тзв пречана) из Аустрије и Угарске у тек обновљену и још вазалну Србију.
- Кроз стручни и научни допринос у даљем унапређењу и афирмацији српске медицине и оснивању и раду медицинских образовних установа у Кнежевини Србији

### Допринос војне санитетске службе развоју медицине у Србији
Ако се у Србији од 1804. године, до пред сам почетак 21. века ишта радило − онда се ратовало. Након Првог и Другог српског устанка, наступио је период (1876—1918) у коме је Србија провела у рату 13 година, или око 30% тог времена. У таквим условима све више се наметала потреба за оснивањем санитетске службе у војсци Србије, по угледу на већ развијене стране војне санитетске службе, која је морала да одговори свим изазовима тог времена.
Међутим, у сталној борби против немарности, неразумевања и немаштине, српска војна санитетска служба је имала мукотрпан пут развоја.
Са почетком обнављања српске државе тако је почело и формирање њене војне санитетске службе.

### Оснивање и значај Српског лекарског друштва за развој медицине у Србији
Оснивање Српског лекарског друштва (СЛД, 22. априла 1872) прихваћено је са великим одушевљењем и одобравањем у целој тадашњој српској јавности. За свој рад СЛД је од Српског ученог друштва добило салу за одржавање састанак, а од Управе Београдске вароши дозволу за рад. Од „просвећеног апсолутисте“ – Михаила Обреновића, каквим су га сматрали многи учени људи у Србији, СЛД је добило материјалну помоћ у годишњем износу од 100 цесарских дуката. СЛД је убрзо почело да објављује и своје гласило „Српски архив“, који је бесплатно штампан у Државној штампарији.
Од оснивања Српског лекарског друштва, у Србији, подједнаку корист имали су „грађански и тадашњи војни санитет“. Али користи је било и на међународном плану. У друштво су били учлањени редовни, дописни и почасни чланови, што је омогућавало да у њен рад буду укључени не само лекари Срби из Србије него и Срби странци, нпр из Прека (Аустрије), и Срби у расејању већ и на ширем плану. То повезивање лекара отаџбине и расејања, имало је изузетан значај за даљи развој медицине у Србији.
Српско Лекарско Друштво ће званично отпочети са редовним радом 5. августа 1872. са девет редовних, једним почасним и 34 дописна члана из унутрашњости, као и са 24 лекара из словенских и других земаља.
Велики значај Српско лекарско друштво, одиграло је и по питању коришћења (и чувања) српског језика у медицини. У томе се посебно истицао први председник Српског лекарског друштва др Аћим Медовић (кршено име Јоахим Медович). Он се од почетка рада СЛД залагао да српски језик развије сопствену медицинску терминологију и фразеологију. О томе најбоље говори четврти члан устава Српског лекарског друштва (који је временом „ишчезао“, па данас у статуту друштва више не постоји) у коме се истиче брига о српском језику као обавеза сваког лекара.
Такође Српско лекарско друштво и његови стручно састанци подизали су ниво стручног и научног рада лекара у Србији, а посебно у Београду, тако да је 1876. године др Јосиф Панчић предложио оснивање медицинског факултета како би Србији обезбеди школовање лекара у земљи а не у иностранству. Иако је његов предлог примљен са одушевљењем, од стране власти и дела јавности није наишао на одзив. Како су ускоро су уследили српско-турски ратови, Панчићев предлог је заборављен.

### Медицина у Србији у Првом српско-турском рату
Током Првог српско-турског рата 1876. године, као и пре тога, за време догађаја који су у историји забележени као Велика источна криза, Србија се нашла у мрежи интересних сфера великих сила. Стање српског војног санитета, али и медицинске прилике у Србији, биле су очајне. Пред почетак рата, 1876. године, Србија је имала свега 60 лекара, од тога 19 војних, а 41 лекар био је у грађанској служби и приватној пракси. Помоћ, нарочито хируршка, била је више него неопходна јер је Србија пред рат имала само једног хирурга - др Владана Ђорђевића, који се у то време није бавио хирургијом.

Схвативши, ситуацију у којој се налази војни и цивилни санитет, као и чињеницу да је рат неминован, почетком 1876. године, не чуди што је баш од стране др Владана Ђорђевића, првог српског школованог хирурга и Билротовог ђака, потекла иницијатива за оснивање Српског друштва црвеног крста, главног српског друштва за приватну помоћ рањеницима и болесницима у време рата.
Тиме је била покренута јавност на хуманитарни рад и изгледало је да је цео народ стао под белу заставу са црвеним крстом. На зборовима виђених грађана у београдској Касини, где је и основано Друштво црвеног крста, могли су се чути разлози за овакву хуманитарну акцију др Владана Ђорђевића –  „да ни код нас држава неће моћи да подмири сву потребу неге и лечења могућих рањеника наших, јер ни друге државе, које располажу са много већим средствима, нису у стању да то учине“.
 У таквој ситуацији с почетком рата, у Србију су упућене медицинске мисије, и то у највећој мери из Русије, затим Велике Британије, али и других европских земаља − Румуније, Грчке, Немачке и Аустроугарске. На српским бојиштима тако је поред оне крваве ратне настала и битка медицинске струке, коју су водиле, у том историјском раздобљу у Европи, 
две признате хируршке школе, две хируршке филозофије: источна (руска) хируршка школа и западна (немачка и британска пре свих), по чијим начелима су рањеници у овом рату најчешће лечени.
Прву хируршку операцију на југоистоку Србије у Пироту, извео је др Јован Валента 1. новембра 1883. године, и публикована је у часопису Српски архив. Валента је ову операцију урадио под старе дане као лекар, физик (једини, поред општинског) Пиротског округа, након што је стигао у Пирот децембра 1882. године, по указу краља Милана. Он је у Пироту поред обавеза окружног лекара радио и као управник болнице у Пироту. Остао је радно ангажован у Пироту до 1886. године, када је пензионисан.

## Медицина у Србији у 20. веку

### Медицина у Србији у Балканским ратовима
У балканским ратовима (октобар 1912 — јул 1913) , српски војни губици били су велики и износили су око 88.000 људи. Погинуло је 14.000, рањено је 54.000, а 17.000 умрло од рана и болести (нпр само од колере 5.000 људи).
Према извештају генерала Мишића који је поднео Николи Пашићу, у Првом балканском рату: погинуло је 6.645, рањено 17.949 и било болесно 3.601 војника, подофицира и официра.
У другом Балканском рату српски губици били су 44.500 људи. Према подацима ђенерала др Симе Карановића у овом рату погинуло је 9.000, умрло (од колере) 5.000, а рањено 36.000 војника, подофицира и официра.
У балканским ратовима српски војни санитет био је важан функционални део војске, као активна подршка у здравственом обезбеђењу свих великих битака Србије и њених савезника (Грчке, Бугарске против Турске, Црна Гора, Румунија и Турске против Бугарске) Лекари, медицински техничари, болничари најчешће су били и у првим борбеним редовима, увек спремни да укажу прву помоћ повређенима и оболелима, често ризикујући и сопствене животе.
Др Лазар Генчић, начелник санитета и хирург, после ових ратова рад српског војног санитета овако је оценио:
„Хируршки део свог задатка тј. брзо указивање прве помоћи рањеницима, њихово прикупљање и спремање за брзи транспорт и евакуацију у позадину, њихово размештање у болницама, добро спремљеним за даље хируршко лечење, српски војни санитет је у Првом балканском рату свршио доста добро, и то уз припомоћ многобројних страних лекарских мисија и хирурга“
За велике успехе војног санитета У Балканским ратовима српска ратна хирургија избила је на сам светски врх и постала водећа са својим ставовима, методама, поступцима и погледима, пре свега захваљујући др Михаилу Петровићу и др Војиславу Суботићу, али и докторима Николи Крстићу, Леону Коену, Јордану Стајићу, Чеди Ђурђевићу, Соломону Алкалају, Ђорђу Нешићу и многим другим  ученицима потеклим из велике школе Војислава Суботића Михаила Петровића.

### Медицина у Србији у Првом светском рату
После два исцрпљујућа балканска рата 1912. и 1913. године, српски санитетска служба, као и цела Србија која је била економски и бројчано осиромашена и ослабљена. Српски санитетска служба у таквим условима, није спремно дочекала Први светски рат. Иако су српски лекари и остало медицинско особље пожртвовано радили, како на бојишту, у пољским болницама и позадини, због ратних дејстава, и великих епидемија које су владале Србијом, одмах на почетку рата, остало је веома мало медицинског кадра, који је све теже одолевао ратним искушењима, и великим миграцијама болесног становништва.
На самом почетку рата, поред великог броја рањеника, санитетској служби је значајно отежао и рад на збрињавању епидемије пегавог тифуса и колере, које су однеле на хиљаде живота војника цивила, али многих медицинара. Према званичним подацима, за неколико месеци у Србији је од пегавца оболело 500.000 људи, од којих је 150.000 умрло. Епидемија заразних болести се прво јавила међу заробљеницима
(око 70.000 оболелих од пегавог тифуса), а затим међу српским војницима и рањеницима. Како се тадашња војна доктрина заснивала на евакуацији оболелих особе „ка себи“, или у унутрашњост земље, пегави тифус се врло брзо проширио по целој Србији.
Дана 21. јануара 1915. године основана је Резервна пиротска војна болница, која је овај назив добила у току повлачења, припојена је Моравској војној болници. У периоду од јануара до марта 1915. године епидемија пегавца харала је Пиротом свом силином. Свакодневно су возови довозили болесне војнике са разних страна а највише из Ниша јер тамо није било довољног смештаја. У пиротској болници радило је неколико хонорарних страних лекара, три Швајцарца (др Хуг, др Пако и др Жанре), два Пољака (др Мавешски, др Штемплеберг) и један Румун (Лазарес). Поред њих била су два заробљеника: др Лутер и др Ковач. Од медицинара била су два руска Јеврејина — Пупко и Бернштејн и два мобилисана српска лекара Чеда Николић и Милутин Велимировић.
У најстрашнијем тренутку за српску војску, у Првом светском рату, војни санитет дејствовао је све време у Краљевини Србији и повлачећи се, прво по целој Србији, а потом по снегом окованим врлетима Албаније и Црне Горе, глибовима дивљег албанског приморја и у бродовима по валовитом Јонском мору све до доласка на острво „спасења“, Крф. На Грчком тлу, усред помора, у „лавовској борби“ против Хаоса, српски војни санитет је несебично жртвујући своје људске ресурсе, уједно био на путу ка сопственој обнови у изгнанству, која је условила реорганизацију санитетске службе. српске војске. Њено ново устројство, настало на Грчком тлу уз помоћ савезника, управо, до краја рата биће „база ратног санитета“ Српске војске, на Солунском фронту све до повратка у Србију.
Србија је у Балканске ратове ушла са укупно 370 војних и цивилних лекара. Током Балканских и Првог светског рата изгубила је 153 лекара, својих и 25 страних лекара, и 27 медицинара (6 старијих и 21 млађег студента медицине). У Србији је умрло и 11. заробљених лекара. Такав губитак није забележен ни у једној земљи а вероватно ни у целој историји ратовања. То не значи да је у Србији после ових ратова остало преосталих 217 лекара (370-153=217). Старији лекари нису мобилисани, многи од њих су умрли у логорима или убијени у току Првог светског рата. Тако је на крају 1918. године у Србији остало само 36 радно способних лекара (од 370).

### Медицина у Србији између два светска рата (1918—1941)
До оснивања медицинског факултета Универзитета у Београду и почетка његовог рада 1920. године, Српско лекарско друштво било је једино место стручног усавршавања лекара које је спровођено кроз представљање болесника, демонстрирање патолошких препарата, прегледање микроскопских препарата, приказивање нових медицинских уређаја и инструмената, као и путем дискусија, усмених и писмених реферата.
Један важан датум у историји српске медицине између два светска рата је оснивање Медицинског факултета у Београду, за који је идеја покренута још 1879, али због расправе о облицима организације и начина студирања, ратних и других неприлика у Србији остварена је тек 1920. године. У реализацију ове идеје уткана су имена славних лекара и научника Владана Ђорђевића, Милана Јовановића Батута, Војислава Суботића, Живојина Ђорђевића, Николе Вулића, Нике Миљанића и плејаде других, захваљујући којима Србија данас има школоване и стручне лекаре, докторе медицине и докторе стоматологије, развијену образовну, научно-истраживачку и здравствену делатност.
Настава на Медицинском факултету почела је 9. децембра 1920. године. У свечаној сали старе зграде Универзитета, у данашњем Капетан-Мишином здању, декан, проф др Милан Јовановић Батут је у присуству ректора, неколико професора београдског универзитета и свих професора Медицинског факултета краћим говором свечано отворио Медицински факултет Универзитета у Београду.
Хируршка клиника, која је основана 1921. године, и била прва клиника Медицинског факултета, која је започела свој рад две године касније, под управом проф. др Војислава Суботића, у просторијама Хируршког одељења Опште државне болнице. Након смрти професора Суботића децембра 1923. године, за управника и наставника је постављен проф. др Миливој Костић, који је за потребе наставе клиничкој збирци приложио и поједине предмете који су били његова својина.
У окриљу Опште државне болнице основана је 1921. године и Гинеколошко-акушерска клиника под управом првог професора др Милоша Богдановића.
У Ваљеву, 7. априла 1928. године, др Јован Мијушковић први је у Краљевини Југославији, извео успелу операцију на отвореном срцу (оперисао је петнаестогодишњег Драгомира Митровића из Дупљаја, нехотично рањеног у игри из малокалибарског пиштоља). О томе је у то доба много писано у новинама и стручним часописима.
Поред оснивања Медицинског факултета, ранији тренд школовања лекара и ветеринара у иностранству се наставио, пре свега због недостатка броја лекара широм земље, и ограничених услова за школовање лекара у Југославији. Главне дестинације за школовање српских лекара у иностранству су биле Аустрија и нешто мање Немачка.

### Медицина у Србији у Другом светском рату (1941—1945)
Распадом Краљевине Југославије 1941. и окупацијом Србије дошло је до распада и промена у војном санитету тога доба. Болнице широм Србије још извесно време настављају да примају рањенике и болеснике из јединица Краљевине Југославије, све до њене капитулације.
У априлу 1941. Немачка и њене савезнице су напале и окупирале Краљевину Југославију, и одмах је поделили на периферне делове које су окупирали и анектирали њени осовински суседи а делове које је анектирала Немачка подељени су у административне области.
Део територије подељене Југославије, који је ушао у састав Србије стављена је под немачку окупациону и војну администрацију. Прво под квислиншку управу „Комесарске владе“ Милана Аћимовића, а од 29. августа 1941. године под управу марионетске квислиншке власти или „Владе народног спаса“ на челу са Миланом Недићем.
Врховне команде немачке армије у априлу је наредила и у Србији увела строге казне за дела насиља и саботаже, предају свог оружја и радио пријемника, ограничења у комуникацији, окупљањима и протестима, прихватање немачке валуте, као и увођење немачког кривичног закона на окупираном подручју.
У периоду 1941—1944. а у складу са разумевањем свог места у „новом поретку“, Недићева влада народног спаса захтевала је од свих здравствених установа у окупираној Србији, да Немачкој пружи сваку помоћ. „Уредбом о одговорности општинских самоуправних органа“ којом се, свим лицима запосленим у локалним органима власти која одбију да приме дужност или поднесу оставку, претило се принудним радом, упућивањем у концентрациони логор и преким судом, па је већи део затеченог састава здравствених установа морао да прихвати и настави рад у њима. Желећи да буде сигурна у потпуну послушност медицинског и немедицинског особља у болницама, Недићева власт је захтевала од запослених и да обавезно, потпишу „Изјаву о лојалности Недићу“, и обавежу се на непружање медицинске помоћи и борбу против комуниста и масона, што је био услов за добијање плате.
У болничким зградама широм Србије Немци су лечили припаднике својих јединица, а у посебно одвојеним деловима радиле су народне болнице које су поред лечења народа, лечила и припаднике Недићевих, Љотићевих јединица, жандармерију и четнике Косте Пећанца.
Најтеже дане претрпела је медицинска струка Србије у области школства. Настава на Медицинском факултету у Београду је била прекинута. Неколико зграда института и клиника факултета, као и клиника Опште државне болнице биле су оштећене, а учила, научне и колекције за наставу делом или потпуно уништени или изгубљене.
У Србији су окупационе власти почеле да формирају концентрационе логоре већ средином 1941. Бригу о лечењу рањених и болесних логораша, и немачких стражара и њихове присталице, одмах по њиховим оснивањима преузеле су српске болнице по територијалном принципу. За ту намену издвајан је и посебан део болница, све до ослобођења Србије 1944..
У току масовних савезничких бомбардовања Србије од октобра 1943. до септембра 1944, велики број повређених збринут је у Болницама Србије Посебно ће остати у памћењу медицинског особља болнице, бомбардовање Ниша на Васкрс 1944. У првом савезничком бомбардовању погинуло је 700 грађана Ниша. Бомбардовање су извеле бомбардерске групе - 12. ваздушне команде Ратног ваздухопловства Сједињених Америчких Држава. Следеће бомбардовање Ниш је задесио 30. марта 1944. Извлачење мртвих и рањених трајало је 7 дана. Треће бомбардовање уследило је 5. априла 1944.
Ипак трећи септембар 1944, сматра се, био је један од најтрагичнијих дана за Србију: тада је више од 300 бомбардера из 15. Америчке ваздухопловне армије тукло градове на Балкану . Била је то операција савезничких снага под чудним називом „Недеља пацова“. За само седам дана, према немачким извештајима, око 2.000 авиона бомбардовало је Србију. На Ниш је тада бачен експлозива из 1.200 савезничких авиона.
Након ослобођења Србије од окупатора1944. године све болнице су интегрисане у санитетску службу НОВ и ПО Југославије и постале корпус не болнице за лечење рањенике из јужних делова Србије, а касније и рањеника са фронтова за коначно ослобођење Југославије (Војводина, Босна). Из овог рата болница у Србији су изашла кадровски јако ослабљена и без медицински обученог кадра, често са само једним хирургом. Велики прилив рањеника захтевао је брзу реорганизацију болнице и хитну попуну стручним кадром. У том периоду поједине болнице ојачале су хируршка екипа Црвене армије, и значајно помогле у раду и реорганизацији болница.
У уводним борбама и у пробоју Сремског фронта од 3. до 13. априла 1945. губици Прве армије НОВЈ износили су: 1.713 погинулих, 5.948 рањених. Добар део рањеника из тих борби упућен је на даље лечење у Ниш. То је условило убрзани раст смештајних капацитети болнице. Број постеља који је након ослобођења Ниша, износио 1.000, значајно је увећан, 27. децембра 1944. на 1.260, почетком марта 1945. на 1.742 а у завршим операцијама за ослобођење Југославије болница је имала 1.933 постеља.

### Медицина у Србији непосредно после Другог светског рата
По завршетку Другог светског рата, у новој држави – Федеративној Народној Републици Југославији, све институције државе реорганизоване су у складу са новим друштвено-политичким потребама и владајућом комунистичком идеологијом, по којој је медицина била општеприхваћена социјална категорија. Сви становници су на обавезној здравственој заштити, отварају се нове здравствене установе а лекови произведени у фармацеутским фирмама постају доступни свима.
Потребе државе за стручним кадровима, поготово у области здравствене заштите становништва, довеле су до оснивања нових високошколских установа. Значајне организационе промене биле су извршене и у Академији наука и уметности и у Српском лекарском друштву, а нова схватања циљева наставе и науке, имплементирана на Универзитету, утицала су и на рад Медицинског факултета.
Из састава Медицинског факултета у Београду, прво је издвојен Фармацеутски, а затим и Стоматолошки одсек, који су почели са радом као самосталне установе 1945, односно 1948. године. Медицински факултети у Новом Саду и у Нишу основани су 1960, док су медицински факултети у Приштини и Крагујевцу почели са радом 1969, односно 1977. године.
Велик проблем после Другог светског рата представљала је кадровска политика, јер је нова власт гледала на велику већину лекара који нису директно учествовали у НОБ с крајњим неповерењем, као на представнике старог поретка. Тако су по налогу комунистичке партије, педесетих година 20. века у здравственим установама и на Медицинском факултету у Београду, извршене темељне чистке. Многи од најистакнутијих тадашњих професора медицине и лекара уклоњено је из наставе и и клиничке праксе. За остале преостале професоре и асистенте и лекаре многих струк, који нису у тим чисткама уклоњени, чекало се да нестану природним путем, одласком у пензију. На њихова места бирани су поуздани партијски кадрови, који својим знањем нису могли да одговоре свим обавезама савремене медицине. На медицинским факултетима и у здравственим установама, уведена је категорија морално политичке подобности при избору у звања наставника и сарадника. Тада се добро знало да она значи само једно: верност владајућој партији, што се нажалост и данас одржало у вишепартијском систему Србије, и ако знамо да је после Другог светског рата прокламовани нов социјалистички морал завршио, сви знамо, неуспехом.

### Медицина у Србији у другој половини 20. века
У овом периоду у Србији почиње  прво основање  самосталних здравствене станица. Затим се од 1953. године оснивају  домови здравља, а од 1960. године и медицински центри. У овом периоду број организационих јединица (пунктова) опште медицине који пружају здравствену заштиту повећан је четири пута у централној Србији а скоро 17 пута на Косову и Метохији. Интензивнији раст је следио после 1971. односно после доношења закона о здравственом осигурању и обавезним облицима здравствене заштите. Са растом броја здравствених установа повећава се и број лекара опште медицине у Србији за око седам пута, у централној Србији, а на Косову и Метохији чак за 16,5 пута.